# 中央防災會議

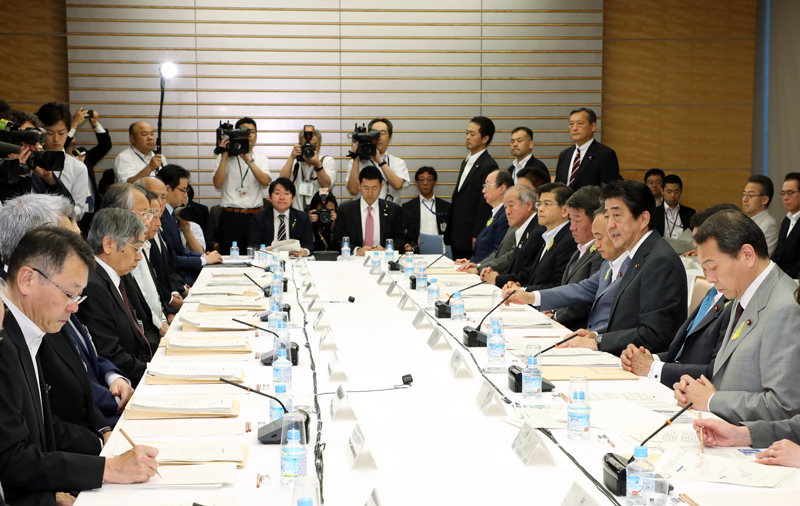
中央防災會議

中央防災會議（日语：／）是日本內閣府依據《災害對策基本法》所設置的重要政策相關會議。會議由內閣總理大臣主導。

## 概要
中央防災會議的主要任務如下：
- 根據《災害對策基本法》的規定，制定「防災基本計畫」，並負責計畫的實施與推動
- 於緊急災害發生時，負責制定並實施相關的應變措施
- 為內閣總理大臣與防災擔當大臣就防災相關的重要事項提供建議，同時審議相關政策（防災基本方針、防災政策的綜合調整與發布緊急災害警報等事項）
- 向內閣總理大臣與防災擔當大臣提交與防災相關重要事項的意見

## 組織架構
- 中央防災会議
  - 會長　內閣總理大臣　
  - 副會長　內閣府特命防災擔當大臣　
  - 委員
    - 全體國務大臣
    - 日本銀行總裁　黑田東彦
    - 日本赤十字社社長　近衛忠煇
    - 日本放送協会会長　籾井勝人
    - 日本電信電話株式会社社長　鵜浦博夫
    - 東京大学名誉教授　阿部勝征
    - 東京国際大学教授　小室廣佐子
    - 新潟縣知事　泉田裕彦
    - 日本消防協会理事　渡邊茂治
- 幹事会
- 専門調査会
  - 調查審議進行中的專門調查會 
    - 防災經驗傳承專門調查會
    - 大規模水災應對專門調查會
    - 東北地方太平洋近海地震後關於地震與海嘯應對經驗專門調查會

  - 調查已完成的專門調查會
    - 東海地震専門調査会
    - 未來地震應對專門調查會
    - 東南海暨南海地震専門調査会
    - 防災基本計画専門調査会
    - 東海地震應對専門調査会
    - 防災相關人員培訓暨派遣専門調査会
    - 防災情報分享専門調査会
    - 促進民間與市場防災能力専門調査会
    - 首都直下地震應對専門調査会
    - 日本海溝・千島海溝周邊海溝型地震専門調査会
    - 災害減輕國民運動推廣専門調査会
    - 首都直下地震避難應對専門調査会